# Cyphoma
Cyphoma (лат.) — род брюхоногих моллюсков рода Cyphoma, семейства Ovulidae. Виды можно уверенно идентифицировать лишь по рисунку на мантии. Обитают в тропических океанах и морях. Питаются альционариями и живут на них. Самцы могут быть территориальными и защищать свою часть мягкого коралла от посягательств других самцов.

## Виды
Род включает следующие виды:
- Cyphoma arturi Fehse, 2006[2]
- Cyphoma aureocinctum (Dall, 1889)[2]
- Cyphoma cassidyae Lorenz, 2020
- Cyphoma christahemmenae (Fehse, 1997)[2]
- Cyphoma eludens Lorenz & J. Brown, 2015
- Cyphoma emarginatum (Sowerby, 1830)[2]
- Cyphoma gibbosum (Linnaeus, 1758)[2]
- Cyphoma guerrinii Fehse, 2001[2]
- Cyphoma intermedium (Sowerby, 1828)[2]
- Cyphoma mcgintyi Pilsbry, 1939
- Cyphoma rhomba Cate, 1979[2]
- Cyphoma sedlaki Cate, 1979[2]
- Cyphoma signatum Pilsbry & McGinty, 1939
- Cyphoma versicolor Fehse, 2003[2]

## Палеонтология
Древнейшие ископаемые представители известны из отложений аквитанского яруса миоцена в Панаме (23,03—20,44 млн лет).

## Распространение
Большинство видов встречаются в Карибском море, в юго-западной части Атлантического океана и вдоль тихоокеанского побережья Центральной Америки.